# Vrély
Vrély (picardisch: Vèrly) ist eine nordfranzösische Gemeinde mit 457 Einwohnern (Stand 1. Januar 2022) im Département Somme in der Region Hauts-de-France. Die Gemeinde liegt im Arrondissement Péronne, gehört zum Kanton Moreuil und ist Teil der Communauté de communes Terre de Picardie.

## Geographie
Die Gemeinde in der Landschaft Santerre grenzt südlich an das rund zwei Kilometer entfernte Rosières-en-Santerre an und liegt an der Kreuzung der Départementsstraßen D34 nach Roye und D329 nach Montdidier.

## Geschichte
Vrély wurde mit dem Croix de guerre 1914–1918 ausgezeichnet.

## Einwohner
| 1962 | 1968 | 1975 | 1982 | 1990 | 1999 | 2006 | 2010 |
| ---- | ---- | ---- | ---- | ---- | ---- | ---- | ---- |
| 457  | 486  | 423  | 415  | 406  | 431  | 460  | 455  |

## Verwaltung
Bürgermeister (maire) ist seit 2001 Jean-Marie Adde.